# Raden Saleh
Raden Saleh Sjarif Boestaman (Semarang, 1811 – 23 aprile 1880) è stato un pittore indonesiano, considerato il primo artista "moderno" indonesiano le cui opere si avvicinano allo stile romantico proprio della sua epoca.

## Storia e opere
Raden Saleh nacque in una nobile famiglia giavanese di etnia Hadhrami di Semarang sull'isola di Giava, allora appartenente alla Indie orientali olandesi; suo padre Sayyid Husen bin Alwi bin Awal bin Yahya, era di origine araba.

## Galleria d'immagini

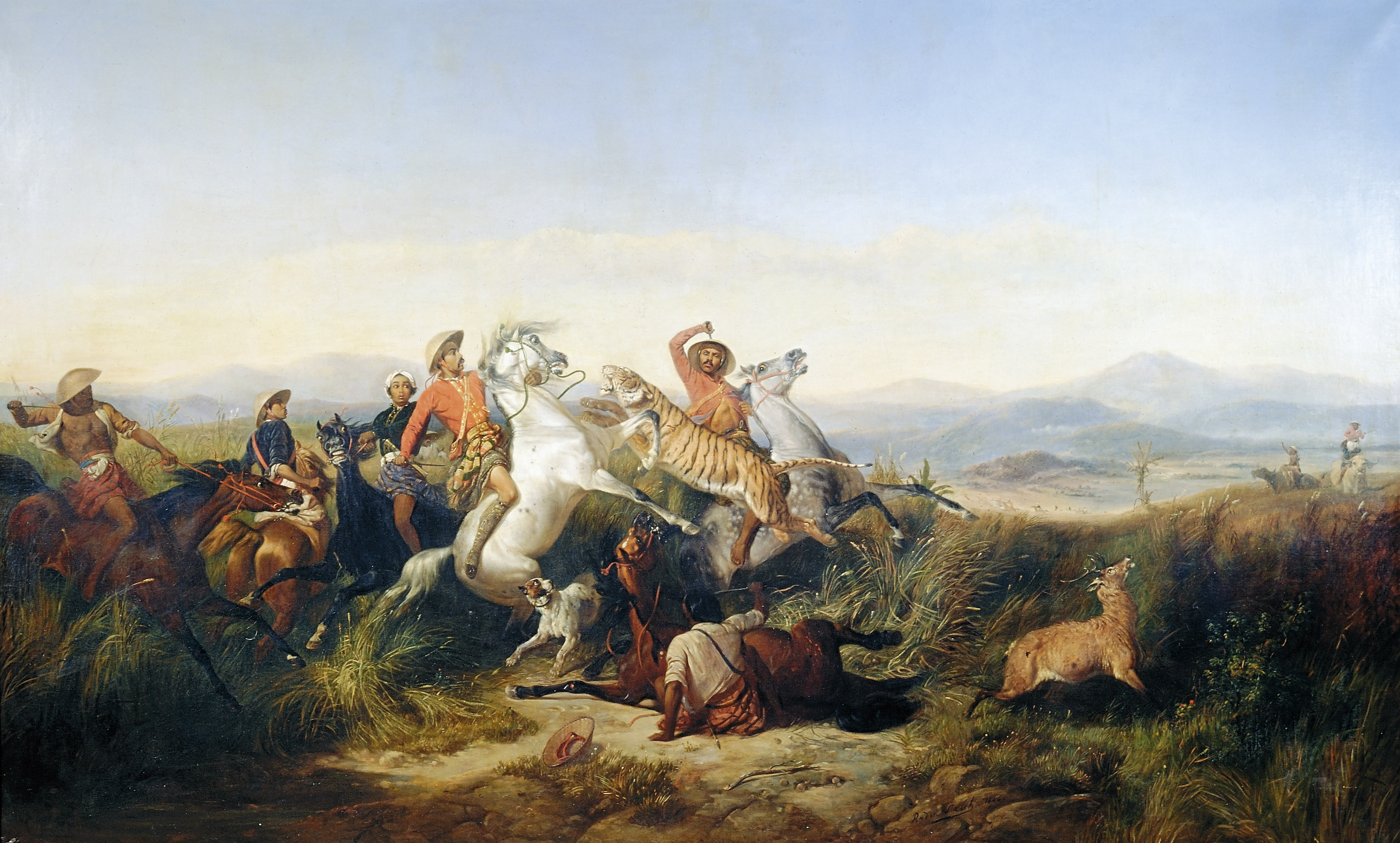
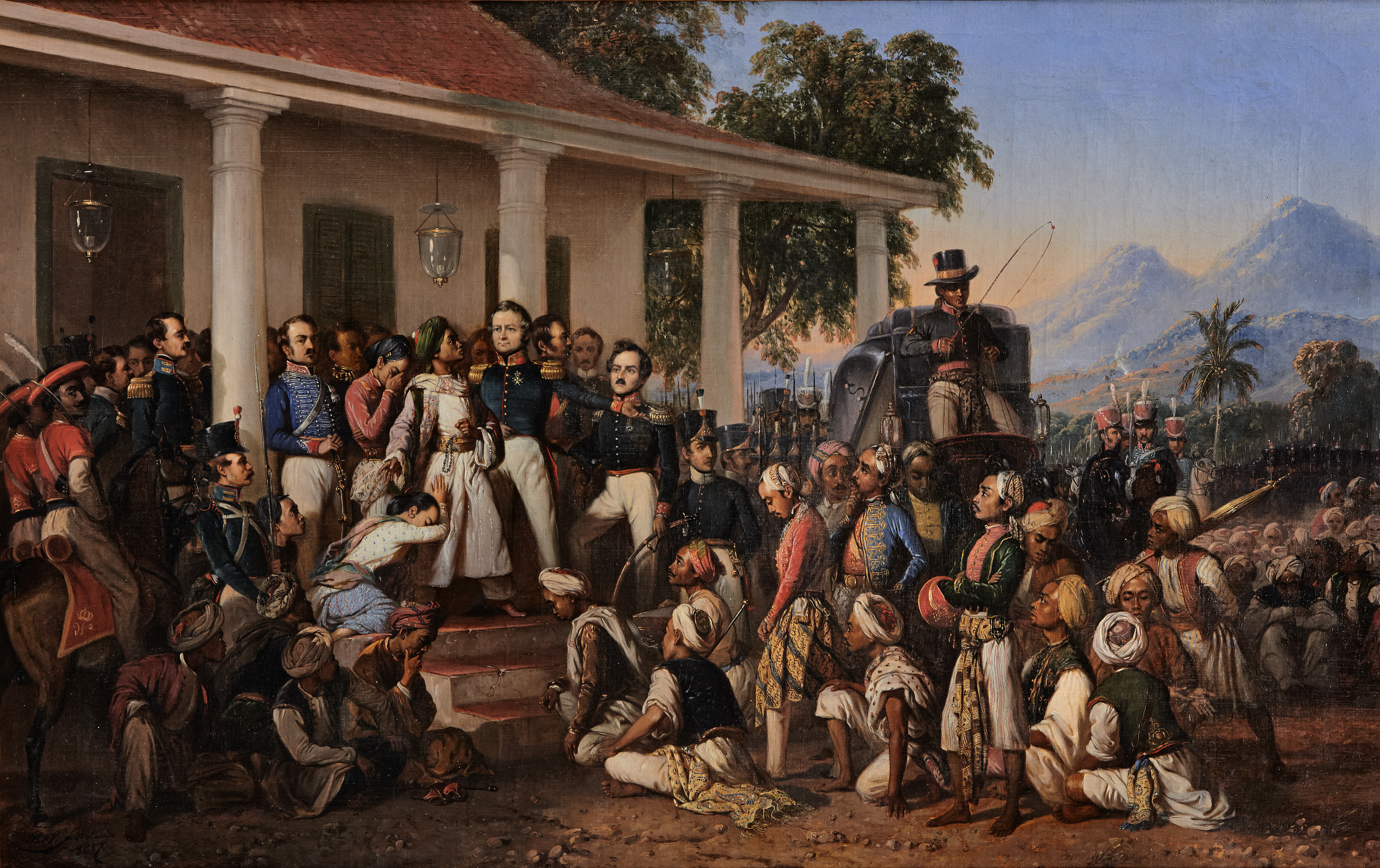